# TER Alsace
A TER Alsace egy regionális vasúthálózat volt Franciaországban, az Elzász régióban. 2016. december 11-én beolvadt a TER Grand Est TER-hálózatba.

## TER hálózat

### Vasút
| Járat                                   | Útvonal                                                                                        | Gyakoriság | Megjegyzések                       |
| --------------------------------------- | ---------------------------------------------------------------------------------------------- | ---------- | ---------------------------------- |
| 1                                       | Strasbourg - Sélestat - Colmar - Mulhouse - Saint-Louis - Basel SBB/SNCF (Svájc)               |            | TER 200 nagysebességű szolgáltatás |
| 2                                       | Strasbourg ... Sélestat ... Colmar ... Mulhouse                                                |            |                                    |
| 3                                       | Strasbourg ... Mommenheim ... Saverne ... Sarrebourg                                           |            |                                    |
| 4                                       | Strasbourg ... Haguenau ... Wissembourg                                                        |            |                                    |
| 5                                       | Strasbourg ... Haguenau ... Niederbronn                                                        |            |                                    |
| 6 (23)                                  | Strasbourg ... Obermodern ... Sarreguemines ... Saarbrücken (Németország)                      |            |                                    |
| 7                                       | Strasbourg ... Molsheim ... Barr ... Sélestat                                                  |            |                                    |
| 8 (18)                                  | Strasbourg ... Molsheim ... Saales ... Saint-Dié-des-Vosges                                    |            |                                    |
| 9                                       | Strasbourg ... Herrlisheim ... Lauterbourg                                                     |            |                                    |
| 10                                      | Lauterbourg ... Wörth am Rhein (Németország)                                                   |            |                                    |
| 11                                      | Strasbourg - Krimmeri-Meinau - Kehl (Németország) - Appenweier - Offenburg                     |            |                                    |
| 12 (13, 14)                             | Strasbourg - Saverne - Sarrebourg - Nancy/Metz (lásd TER Lorraine lines 21 and 23 for details) |            |                                    |
| 15                                      | Mulhouse ... Saint-Louis ... Basel SBB/SNCF (Svájc)                                            |            |                                    |
| 16                                      | Mulhouse ... Altkirch ... Belfort                                                              |            |                                    |
| 17                                      | Mulhouse ... Cernay ... Thann ... Kruth                                                        |            |                                    |
| 19                                      | Colmar ... Turckheim ... Munster ... Metzeral                                                  |            |                                    |
| 22                                      | Sarreguemines ... Sarralbe ... Sarre-Union                                                     |            |                                    |
| † Nem minden vonat áll meg az állomáson |                                                                                                |            |                                    |

### Közút
- Cernay - Sewen
- Colmar - Turckheim - Munster - Metzeral
- Colmar - Volgelsheim
- Haguenau - Niederbronn-les-Bains - Bitche
- Haguenau - Obermodern-Zutzendorf - Saverne
- Ingwiller - Wimmenau - Lichtenberg
- Mommenheim - Obermodern-Zutzendorf
- Sarrebourg - Réding
- Sarre-Union - Sarrebourg
- Frohmuhl - Obermodern-Zutzendorf - Saverne
- Sélestat - Sainte-Marie-aux-Mines - Saint-Dié
- Obermodern-Zutzendorf - Bouxwiller

## Állomások listája
Ez a lista az állomásokat sorolja fel ábécé sorrendben.

## Járművek

A TER Alsace hálózatának térképe

### Motorvonatok
- SNCF Z 11500 sorozat
- SNCF Z 27500
- SNCF X 73500 sorozat
- SNCF X 73900 sorozat (általánosan használt Németország felé)
- SNCF X 76500
- SNCF B 82500 sorozat

### Mozdonyok
- SNCF BB 25500
- SNCF BB 26000
- SNCF BB 67400

## Tram-train
A Thur völgyi tram-train, Mulhouse és Thann között, 2010. december 10-én indult Siemens Avanto motorvonatokkal.
A tram-train Strasbourg, Molsheim és Barr közötti indulása nem reális 2018 előtt.